# Stichting Natuur en Milieufederatie Groningen
De Stichting Natuur en Milieufederatie Groningen is een federatie van circa 50 natuurbeschermings- en milieuorganisaties in de Nederlandse provincie Groningen. Het is een van de 12 provinciale Natuur- en Milieufederaties in Nederland.

## Doel en organisatie
De Natuur en Milieufederatie Groningen streeft naar een groen en duurzaam Groningen. Om dit doel te bereiken werkt zij samen met overheden, bedrijven en organisaties. De federatie vertegenwoordigt circa vijftig aangesloten organisaties die zich inzetten voor natuur, landschap, milieu en klimaatbeleid in de provincie. 
De Natuur en Milieufederatie is opgericht in 1973 en is gevestigd in de stad Groningen. De federatie heeft de stichtingsvorm. De Natuur en Milieufederatie heeft een bestuur, een Raad van toezicht en een staf. De federatie heeft geen leden en verkrijgt inkomsten uit projectsubsidies en structurele subsidies van onder meer de provincie Groningen en de Nationale Postcode Loterij.

## Werkzaamheden
Samen met de aangesloten organisaties zet de Natuur en Milieufederatie Groningen zich in voor natuur, milieu, landschap en duurzaamheid in Groningen. De Natuur en Milieufederatie Groningen wil bijdragen aan de vormgeving van provinciaal beleid, is actief betrokken bij het oplossen van natuur- en milieuproblemen door projecten op te zetten en wil een platform zijn voor het publieke debat. De federatie zet onder andere publieksacties op en geeft voorlichting op het gebied van natuur- en landschapsbehoud, onder meer via verschillende sociale media.
- Binnen haar streven naar kwaliteitsbehoud van de groene ruimte, geeft ze speciale aandacht aan het Eems-Dollardestuarium, de karakteristieke Groningse landschapselementen, het ontwikkelen van landschappelijk aantrekkelijke zogenaamde energielandschappen en een duurzame lokale voedselvoorziening.
- Een tweede thema is duurzame bedrijvigheid, met als speerpunten een duurzame ontwikkeling van de Eemsdelta en een vergroening van de Groningse industrie.
- Bij de thematiek van klimaat en energie wordt veel aandacht besteed aan duurzame lokale energievoorziening, energiebesparing en het creëren van maatschappelijke steun voor deze energietransitie.

## Aangesloten organisaties
- Avifauna Groningen
- Bewonersorganisatie Beijum
- Bomen Comité provincie Groningen
- Club Oldambtster Groen
- Coöperatie Duurzaam Menterwolde
- Dierenbescherming Regio Noordoost
- Domies Toen
- Energiecoöperatie Zevenster Zonnestroom
- Erfgoedvereniging Bond Heemschut Groningen
- Fietsersbond afdeling Groningen
- IVN, afdelingen Groningen-Haren, Westerkwartier e.o., Noord-Groningen, Westerwolde-Oldambt
- Jeugdbond voor Natuur- en Milieustudie (JNM), afdeling Groningen
- De Keerkring, lokale ruilkring
- KNNV, afdelingen Groningen, Oost-Groningen
- Landschapsbeheer Groningen
- Milieudefensie, afdeling Groningen
- Natuurmonumenten Regio Noord
- Nederlandse Bijenhouders Vereniging (NBV), afdeling Groningen
- Nederlandse Jeugdbond voor Natuurstudie (NJN), afdeling Groningen
- Nivon regio Noord
- Platform Duurzaam Winsum
- Ravon, afdeling Groningen
- Stichting Behoud Rietdal Noordhorn
- Stichting Het Groninger Landschap
- Stichting Landschap Oldambt
- Stichting Marnelandschap
- Stichting Milieubeheer Zuidelijk Westerkwartier
- Stichting Natuur en Landschap Eemsmond
- Stichting Otterstation Nederland
- Stichting Transition Town Groningen
- Stichting Vleermuiswerkgroep Groningen
- Stichting Vrijwilliger Bosbeheer Noord-Nederland
- Stichting Werkgroep Grauwe Kiekendief
- Stichting Werkgroep Noorderplantsoen
- Vereniging Stilte in Westerwolde!
- Vereniging Zuivere Energie
- Waddenvereniging
- Werkgroep Natuur en Landschap Duurswold